# ROSE Online
ROSE Online is een MMORPG (massively multiplayer online role-playing game) en is te vergelijken met vooral Ragnarok Online. ROSE staat voor Rush On Seven Episodes.
De graphics zijn in een cartoonstijl. Het is een Aziatisch spel en daar staan ook de meeste servers, maar er staat ook een server in Noord-Amerika. Het spel kon gratis gespeeld worden vanaf 29 juli. Men kon nog altijd betalen voor meerdere functies op het spel.Vroeger moest men na een gratis proefperiode van 7 dagen maandelijks betalen om verder te spelen. ROSE Online is Free to Play (F2P) geworden omdat men meer spelers wilde. Er is geen aankoopprijs voor de software; die is gratis downloadbaar. Het spel wordt uitgegeven door Gravity Interactive en gemaakt door Triggersoft. Beide zijn Zuid-Koreaanse bedrijven. Kortstondig was er ook een server in Europa maar de uitgever, Gamesrouter, moest door financiële problemen de dienst stopzetten. De database van deze server werd overgezet naar de Filipijnse ROSE-server, die inmiddels ook niet meer actief is. In december 2022 heeft Rednim Games opnieuw ROSE online uitgebracht als de officiële NArose server en is tot heden in Early Access te spelen. Rednim Games heeft beloofd het spel Free to play te houden zonder een Pay 2 Win shop.

## Server
Na het succes van Triggersoft en Gravity werd besloten een vernieuwde ROSE-server op te zetten met de nieuwste gameplay en aanpassingen. Dit werd Rose Evolution, de allernieuwste ROSE Online. Door deze ROSE Online kon het oude spel echter niet meer gespeeld worden. Daarom vroeg een groep mensen aan Gravity of zij de oude ROSE mochten overnemen en op hun website hosten. Hoewel velen de oude server ook nog erg leuk vonden, werd bedacht private servers te creëren. Private servers zijn echter illegaal omdat ze auteursrechtelijk materiaal dat geld kost gratis aanbieden. Dit kost de oorspronkelijke server klanten, en dus ook geld. Private servers zouden kunnen worden beschouwd als piraterij.

## Het spel
Het is de bedoeling dat men bij dit spel levels omhoog gaat, waardoor men SP's (zogenaamde skillpoints en statpoints) krijgt.
- Statpoints kun je naar eigen keuze indelen zoals u het wenst. Statpoints beïnvloeden een karakter passief, en hebben dus altijd een werking op uw karakter. Er zijn 6 verschillende soorten "stats"

Strength (Str), Dexterity (Dex), Intelligence (Int), Concentration (Con), Sensibility (Sen), Charm (Cha)
Strength zorgt voor meer max HP (Health Points), Defense, en attack power (Vooral voor SOLDIER class)
Dexterity zorgt voor meer Moving Speed, Dodge Rate, en attack power(Vooral voor HAWKER class)
Intelligence zorgt voor meer max MP(Mana Points), Magic resistance (Vooral voor MUSE class)
Concentration zorgt voor meer Hitting rate,(Vooral voor DEALER class)(TIP): Je hebt veel Concentration nodig om andere spelers en ook monsters te kunnen raken! 
Sensibility zorgt voor meer Critical rate en Skill damage
Charm is een speciale stat, het is namelijk goed voor een bourgeous, door charm krijgt een bourg betere items uit een monster als de bourgeous het monster killt.
- Skillpoints beïnvloeden de vaardigheden. Ook hierin zijn er passieve skills mogelijk, maar ook actieve. Zo zijn er passieve skills om bijvoorbeeld uw aanvalskracht te verbeteren als u een bepaald wapen draagt. Uw aanvalssnelheid, defensieve kracht of accuraatheid te verhogen. Actieve skills mogen dan ook niet ontbreken, en zorgen ervoor dat u met bijvoorbeeld een speciale aanval meer schade kan aanrichten ten koste van mana.

Bij ROSE Online kunnen ook, zoals bij andere vergelijkbare spellen, jobs (klassen) gekozen worden. Er zijn vier first jobs en acht second jobs:
- SOLDIER: Een korte afstandsvechter. Hij kan ook op afstand vechten, maar is dan vaak zwakker.
  - Knight, deze zijn gespecialiseerd om veel schade aan te kunnen, en dus kunnen worden gebruikt als de afleider voor de monsters.
  - Champion, een soldier die vooral veel schade doet, en mogelijk meerdere vijanden tegelijk kan raken.
- MUSE: Een magiër die vooral skills gebruikt en dus met mana vecht.
  - Magician, gebruikt een staf en verslaat een monster met offensieve spells.
  - Cleric, kan zichzelf en anderen in de party buffs geven, en hierdoor de passieve stats beïnvloeden. Ze kunnen hierdoor bijvoorbeeld sneller een monster verslaan.
- HAWKER: Een vechter die handig gebruikmaakt van pijl-en-boog, klauwen of twee zwaarden.
  - Scout, deze gebruikt snelheid en accuraatheid of kritieke aanvallen om de tegenstander uit te schakelen.
  - Raider, deze maakt gebruik van kritieke aanvallen met twee zwaarden of katars.
- DEALER: Richt zich vooral op het verkrijgen van items. En valt aan met een launcher of een pistool.
  - Bourgeois, verzamelt items en verkoopt deze aan de beste koper maar kan ook effectief zijn in gevechten door zijn krachtige aanvallen en mogelijkheid tot snel en effectief vechten.
  - Artisan, maakt items of maakt andere verbeteringen aan voor wapens.